# Neoneun pet
Neoneun pet è un film sudcoreano uscito nelle sale cinematografiche nell'autunno 2011, basato sul manga Sei il mio cucciolo di Yayoi Ogawa. Il personaggio principale è affidato all'interpretazione di Jang Keun-suk.

## Trama
La storia ruota attorno ad una donna in carriera giovane ed ambiziosa, Eun-yi, e al suo "cucciolo umano".
Dopo essere stata abbandonata dal suo fidanzato, che gli preferisce una donna più "femminile", Eun-yi viene anche retrocessa, a seguito di divergenze coi superiori, sul posto di lavoro. Un giorno s'imbatte in un ragazzo ferito nascosto all'interno di uno scatolone appena fuori dalla porta del suo condominio. Dopo un primo attimo di smarrimento, senza indugio lo porta dentro casa ed inizia a curarlo; tanto per scherzare dice che le piacerebbe tenerlo con sé come animale domestico, fedele e ubbidiente, proprio come un cagnolino. Detto fatto, con sua somma sorpresa, il ragazzo accetta immediatamente la proposta: lei lo chiama Momo, proprio come il suo amato cane che aveva quand'era bambina. Eun-yi gli fornisce vitto e alloggio sicuro, in cambio In-ho (questo il nome di lui) gli offre quel calore e quei sentimenti autentici che la giovane donna non è più capace di trovare nei suoi "simili" umani.
In realtà In-ho è stato un bambino prodigio nella danza che per oscuri motivi sembra aver abbandonato, forse a seguito di incomprensioni con la famiglia d'origine; la donna s'affeziona un po' alla volta al ragazzo, che porta subito la felicità nel cuore della padrona. Eun-yi ritrova così quella serenità che sembrava aver perduto, tra impegni lavorativi oramai del tutto disumanizzati e sentimenti traditi da parte del suo ex; la sua vita, grazie a Momo, sembra esser tornata gioiosa e soddisfacente. Ma nonostante il crescente affetto per lei dimostrato da In-ho, Eun-yi mette ben in chiaro con "Momo" che non vi potrà in alcun caso essere alcuna storia d'amore tra loro.
Tuttavia, nonostante il rifiuto deciso di Eun-yi riguardante qualsiasi tipo di implicazione sentimentale-emotiva, la tensione sessuale che si respira tra loro si fa via via più intensa e palpabile, crescendo a ritmo serrato. Eun-yi dovrà lottare contro i sentimenti amorosi che comincia a provare verso quel ragazzo molto più giovane di lei, ma dovrà anche fare di tutto per tenere nascosta l'intera faccenda ai suoi colleghi e amici, in particolare al suo ex-compagno di college (di cui era, a quel tempo, follemente innamorata, e che ora dopo anni ha ritrovato) nonché nuovo interesse romantico, Woo-seong.